# Harmaclona robinsoni
Harmaclona robinsoni är en fjärilsart som beskrevs av Davis 1998. Harmaclona robinsoni ingår i släktet Harmaclona och familjen äkta malar.
Artens utbredningsområde är Brunei. Inga underarter finns listade i Catalogue of Life.